# عبد الحق الدهلوي
عبد الحق الدهلوي (959 - 1052 هـ / 1552 - 1642 م) هو فقيه حنفي، من أهل دهلي.
هو عبد الحق بن سيف الدين بن سعد الله البخاري الدهلوي الحنفي. حج سنة 996 هـ (1587 م) ومكث بعدها في مكة عدة سنوات، وأخذ عن علمائهما، ثم عاد بعدها إلى الهند، كما كان يجله ويحترمه ملوك ذاك الزمان جهانكير والشاه جهان.
قيل: بلغت مصنفاته مئة مجلد، بالعربية والفارسية، منها: «مقدمة في مصطلح الحديث» بالعربية، و«ثبت» في مشايخه وأسانيده عنهم. يقع ضريحه في الحوض الشمسي الواقعة قرب قطب منار.